# Доломит (завод, Липецкая область)
Данковский комбинат ОАО «Доломит» — российское предприятие в Данковском районе, один из крупнейших в России и единственный в Центрально-Чернозёмном регионе производитель металлургических доломитов . 
Потребитель более половины продукции — Новолипецкий металлургический комбинат. 
Компания входит в состав группы НЛМК.
Предприятие ведёт разработку Данковского месторождения доломитов с 1932 
Годовая добыча доломита составляет 3,6 млн тонн, в том числе флюсового доломита 2,35 млн тонн.

## История
- 1932 — Начало промышленной разработки Данковского месторождения доломита. В карьере работал 121 землекоп и каменолом. Ещё раньше добычей камня здесь занималась артель «Красный трудовик». Доставка до железнодорожной станции производилась конной тягой. Продукция поступала в Данков, Мичуринск, Тамбов для Арженской фабрики.
- 1932 — 15 июля Приказом начальника 23 дистанции пути Московско-Донбасской железной дороги С. Г. Овчинникова образован «Данковский щебеночный завод» с подчинением строительному участку № 6, Московско-Донбасской железной дороги Наркомата путей сообщения.
- 1951 — началось строительство Данковского щебеночного завода, дробильно-сортировочной фабрики ДСФ-1. Построены объекты социального назначения: столовая, водонапорная башня, медпункт, клуб, детский сад, бараки для жилья работников.
- 1961 — Открытие Бигильдинского карьера и дробильно-обогатительной фабрики в 7 км от города Данкова. На основании данных геологической разведки Совмин принял решение о передаче предприятия из Министерства путей сообщения в Министерство чёрной металлургии.
- 1962 — 12 февраля по распоряжению Совета Народного хозяйства Липецкого Экономического административного района Данковский щебеночный завод переименован в Данковский доломитовый комбинат. В 1965 году производственная мощность комбината достигла одного миллиона флюсового доломита в год.
- 1971 — Комбинат достиг производственной мощности более 2 000 000 тонн доломита в год
- 1982 — Введены в эксплуатацию фабрика тонкомолотой доломитовой муки и цех известковых материалов, выпускающие минеральные удобрения для сельского хозяйства.
- 1977 — в декабре запущена дробильно-обогатительной фабрики Центральная.
- 1993 — Комбинат преобразован в акционерное общество открытого типа «Доломит»

В цехе известковых материалов налажен выпуск смолодоломитов, выпуск товаров народного потребления из отходов производства — грунто-цементный кирпич. Создан цех по изготовлению облицовочной плитки из доломита.
- 1994 — Введён в эксплуатацию камнерезный цех.
- 1997 — «Доломит» вошёл в состав Новолипецкого металлургического комбината, который приобрёл компанию в рамках формирования сырьевой базы.
- 1999 — АООТ «Доломит» преобразован в открытое акционерное общество «Доломит» (ОАО «Доломит»).

## Деятельность
ОАО «Доломит» разрабатывает Бигильдинский и Прикарьерный участки Данковского месторождения доломитов. Лицензионные запасы по доломиту составляют 367 миллионов тонн. Комбинат производит конвертерный и флюсовый доломит, муку для известкования кислых почв, строительный щебень и облицовочную плитку.
В 2016 году добыто 3768,3 тысяч тонн доломита, произведено 2204,9 тысяч тонн доломита сырого, 152,5 тысяч тонн доломитовой муки.

## Продукция
Потребителями производимой продукции являются Новолипецкий металлургический комбинат, завод «Свободный сокол», Череповецкий металлургический комбинат.
Доломит сырой применяется в агломерационном, сталеплавильном производствах, в производстве конвертерных огнеупоров для нужд сталеплавильного производства, в строительной промышленности, производстве теплоизоляции.
Доломитовая мука применяется в стекольной и строительной промышленности, производстве минеральных удобрений, производстве керамической плитки, в сельском хозяйстве для снижения кислотности почв .
В основном комбинат сбывает свою продукцию на российском рынке. Главными потребителями доломита являются металлургические предприятия. На их долю приходится до 70 % от общего объёма продаж. Компания расположена в 90 км от главного потребителя продукции — Новолипецкого металлургического комбината, полностью обеспечивает потребности Группы НЛМК во флюсовом доломите.

## Охрана окружающей среды
В 2010 году для дробильно-обогатительной фабрики «Центральная» закуплены новые современные пылеулавливающие установки циклонного типа, заменены морально и физически устаревшие установки. В результате объёмы выбросов в атмосферу неорганической пыли снижены на 78,5 тонны в год.
На рекультивированных территориях карьерных выработок и на цеховых площадках предприятия для озеленения и обустройства высажено более 2,5 млн саженцев хвойных деревьев и кустарников. Ежегодно «Доломит» рекультивирует 5 гектаров нарушенных земель с дальнейшим их использованием под пашню и лесонасаждения. С начала эксплуатации месторождения рекультивировано около 300 гектаров нарушенных и отработанных земель.

## Награды и достижения
2016 — «Доломит» — признан дипломантом публичного конкурса по качеству администрации Липецкой области. Премия присуждена компании за достижения значительных результатов в области качества продукции и услуг, а также за внедрение высокоэффективных методов управления .
2017 — «Доломит» — лауреат регионального публичного конкурса «Коллективный договор, эффективность производства — основа защиты социально — трудовых прав». Компания заняла третье место в номинации «за развитие социального партнёрства и обеспечение дополнительных гарантий работникам».